# Rosso Piceno superiore

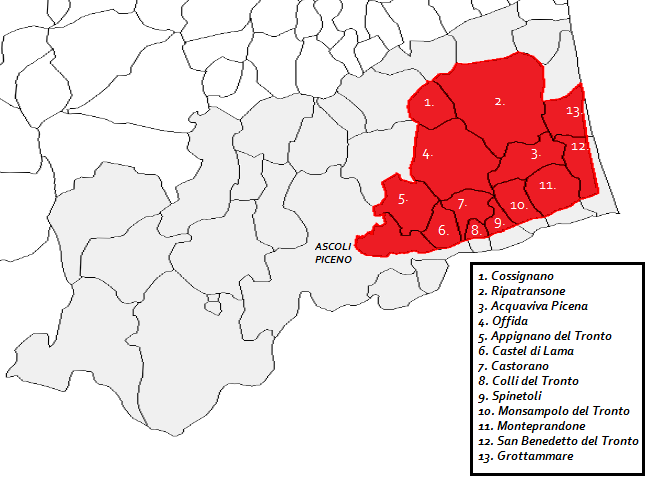
Zona di produzione del vino DOC Rosso Piceno superiore

Il Rosso Piceno superiore è un vino DOC la cui produzione è consentita nella provincia di Ascoli Piceno.

## Caratteristiche organolettiche
- colore: rosso rubino, talvolta tendente al granato con l'invecchiamento
- odore: gradevole, complesso, leggermente etereo
- sapore: sapido, armonico, gradevolmente asciutto

## Zona di produzione
La zona di produzione è ristretta ad un'area della provincia di Ascoli Piceno che va dal capoluogo alla costa, comprendente i seguenti 14 comuni: l'intero territorio di Acquaviva Picena, Castorano, Offida, Ripatransone e Cossignano e parte dei territori di Appignano del Tronto, Monsampolo del Tronto, Colli del Tronto, Spinetoli, Castel di Lama, Ascoli Piceno, Grottammare, San Benedetto del Tronto e Monteprandone.
Il vino a DOC "Rosso Piceno Superiore" non può essere immesso al consumo in data anteriore al 1º novembre dell'anno successivo a quello di produzione delle uve. La zona iscrivibile è molto ristretta, tutta contenuta all'interno della fascia collinare della provincia di Ascoli Piceno. Età media 2-5 anni, alcuni esemplari si sono dimostrati eccezionali fra i 6-9 anni. 
Si abbina con carni da cortile, selvaggina, carni alla griglia, pecorini stagionati e cacciagione. 
Possono concorrere alla sua produzione altri vitigni a bacca rossa, non aromatici, raccomandati e/o autorizzati per la provincia di Ascoli Piceno, fino ad un massimo del 15%.

## Produzione
Provincia, stagione, volume in ettolitri
- Ascoli Piceno  (1990/91)  12.314,61
- Ascoli Piceno  (1991/92)  15.689,03
- Ascoli Piceno  (1992/93)  24.069,0
- Ascoli Piceno  (1993/94)  16.699,12
- Ascoli Piceno  (1994/95)  32.531,92
- Ascoli Piceno  (1995/96)  29.725,8
- Ascoli Piceno  (1996/97)  28.688,9